# Alessandro Mettimano
Alessandro Mettimano (Notaresco, 21 marzo 1920 – 1983) è stato un generale e aviatore italiano, e membro dell'Accademia Tiberina di Storia e Tradizione dell'Arte.

## Biografia
Nacque a Notaresco (provincia di Teramo) il 21 marzo 1920. Arruolatosi nella Regia Aeronautica, fu ammesso a frequentare la Regia Accademia Aeronautica di Caserta, Corso Turbine, conseguendo il brevetto di pilota d'aeroplano nel maggio 1940 e quello di pilota militare nel settembre dello stesso anno. Prese parte alle operazioni belliche durante la seconda guerra mondiale nelle file del 10º Gruppo del 4º Stormo Caccia Terrestre combattendo in Africa Settentrionale Italiana fino al novembre 1942, quando rientrò in Italia. Il 1 settembre 1943 assunse il comando della 84ª Squadriglia del 4º Stormo C.T., equipaggiata con i caccia Macchi C.205 Veltro. Continuò a comandare tale squadriglia anche dopo la firma dell'armistizio dell'8 settembre, quando era di stanza a Castrovillari, prendendo parte alle successive operazioni belliche durante la guerra di liberazione, in forza all'Italian Co-Belligerent Air Force. 
Al 2 maggio 1945 era all'Aeroporto di Lecce-Galatina con gli MC 205.
Al termine delle ostilità risultava decorato con due Medaglie d'argento e una di bronzo al valor militare, oltre a una promozione per merito di guerra.
Lasciò il comando dell'84ª Squadriglia nell'aprile 1946, prendendo servizio in successione presso la Scuola pilotaggio di Castiglione del Lago, la Scuola addestramento caccia terrestre, la Scuola specialisti di Caserta, il comando 3ª Zona Aerea Territoriale (Z.A.T.), il Reparto Volo dello Stato maggiore dell'Aeronautica, e nel Centro addestramento volo del comando della 3ª Z.A.T.. Tra il giugno 1953 e l'agosto 1955 fu comandante del 10º Gruppo Caccia Terrestre, e tra il 1959 e il giugno 1960 del reparto volo della 4ª Aerobrigata, della quale fu vice comandante dall'autunno 1962 all'autunno 1963. Nominato comandante della base aerea di Gioia del Colle, nel 1965 fu trasferito allo Stato maggiore dell'Aeronautica in qualità di vice capo del 2º Reparto, di cui assunse il comando nel corso del 1966. Nel novembre 1969 divenne comandante della Accademia Aeronautica, incarico che mantenne fino all'ottobre 1972. Dall'anno successivo al marzo 1975 fu vice comandante del Comando delle Forze Alleate del Sud Europa. Dal 18 marzo 1975 al 22 luglio 1976 fu comandante della 3ª Regione Aerea, divenendo successivamente presidente del Consiglio tecnico-scientifico della Difesa fino al 19 giugno 1977. Dal 20 giugno dello stesso anno al 2 aprile 1980 ricoprì l'incarico di Capo di stato maggiore dell'Aeronautica Militare, e durante il suo mandato dovette fronteggiare il presunto ammutinamento dei controllori di volo militari, avvenuto il 19 ottobre 1979, che bloccò ogni attività aerea in Italia, e che fu risolto successivamente dopo un incontro al Quirinale con l'allora Presidente della Repubblica Sandro Pertini.
Lasciata la vita militare assunse la presidenza della Compagnia nazionale satelliti per telecomunicazione (CTS), e si spense nel corso del 1983.

### Annotazioni
1. ↑  Prestò servizio come aiutante del comandante della 3ª Z.A.T. fra l'ottobre 1950 ed il gennaio 1952.

### Fonti
1. ↑  Accademia Tiberina.
2. 1 2 3 4 5 6 7 8 9 10 11 12  Aeronautica Difesa.
3. 1 2 3  Dunning 1988, p. 24.
4. ↑  D'Avanzo 2016, p. 8.
5. ↑  D'Avanzo 2016, p. 17.
6. ↑  D'Avanzo 2016, p. 12.
7. ↑  D'Avanzo 2016, p. 13.
8. ↑  Giovanni Caprara, Storia italiana dello spazio: Visionari, scienziati e conquiste dal XIV secolo alla stazione spaziale, Bompiani, Milano, 2012.
9. ↑   Sito web del Quirinale: dettaglio decorato, su quirinale.it. URL consultato il 12 giugno 2013.
10. ↑  Registrato alla Corte dei Conti addì 21 ottobre 1946, registro n.4 Aeronautica, foglio 103.